# Thyenula
Thyenula là một chi nhện trong họ Salticidae.
- Thyenula alotama Wesołowska, Azarkina & Russell-Smith, 2014 – South Africa
- Thyenula ammonis Denis, 1947 – Egypt
- Thyenula arcana (Wesołowska & Cumming, 2008) – Zimbabwe
- Thyenula armata Wesołowska, 2001 – South Africa, Lesotho
- Thyenula aurantiaca (Simon, 1902) – South Africa
- Thyenula cheliceroides Wesołowska, Azarkina & Russell-Smith, 2014 – South Africa
- Thyenula clarosignata Wesołowska, Azarkina & Russell-Smith, 2014 – South Africa
- Thyenula dentatidens Wesołowska, Azarkina & Russell-Smith, 2014 – South Africa
- Thyenula fidelis Wesołowska & Haddad, 2009 – South Africa
- Thyenula haddadi Wesołowska, Azarkina & Russell-Smith, 2014 – South Africa
- Thyenula juvenca Simon, 1902T – South Africa
- Thyenula leighi (Peckham & Peckham, 1903) – South Africa, Iraq
- Thyenula magna Wesołowska & Haddad, 2009 – South Africa
- Thyenula montana Wesołowska, Azarkina & Russell-Smith, 2014 – Lesotho
- Thyenula munda (Peckham & Peckham, 1903) – Zimbabwe
- Thyenula natalica (Simon, 1902) – South Africa
- Thyenula oranjensis Wesołowska, 2001 – South Africa
- Thyenula rufa Wesołowska, Azarkina & Russell-Smith, 2014 – South Africa
- Thyenula sempiterna Wesołowska, 2000 – Zimbabwe, South Africa
- Thyenula tenebrica Wesołowska, Azarkina & Russell-Smith, 2014 – South Africa
- Thyenula virgulata Wesołowska, Azarkina & Russell-Smith, 2014 – South Africa
- Thyenula vulnifica Wesołowska, Azarkina & Russell-Smith, 2014 – South Africa
- Thyenula wesolowskae Zhang & Maddison, 2012 – South Africa